# Bâtiment de l'école élémentaire Ljuba Nešić de Zaječar
Le bâtiment de l'école élémentaire Ljuba Nešić de Zaječar (en serbe cyrillique : Зграда Основне школе Љуба Нешић у Зајечару ; en serbe latin : Zgrada Osnovne škole Ljuba Nešić u Zaječaru) se trouve à Zaječar et dans le district de Zaječar, en Serbie. Il est inscrit sur la liste des monuments culturels protégés de la république de Serbie (identifiant no SK 597),.

## Présentation
Le bâtiment de l'école est situé dans le centre-ville, au no 2 de la rue Dositeja, juste à côté de celui de l'école Desanka Maksimović située au no 4 de la rue. D'apparence monumentale, il a été construit en 1892 par un architecte inconnu pour abriter un lycée.

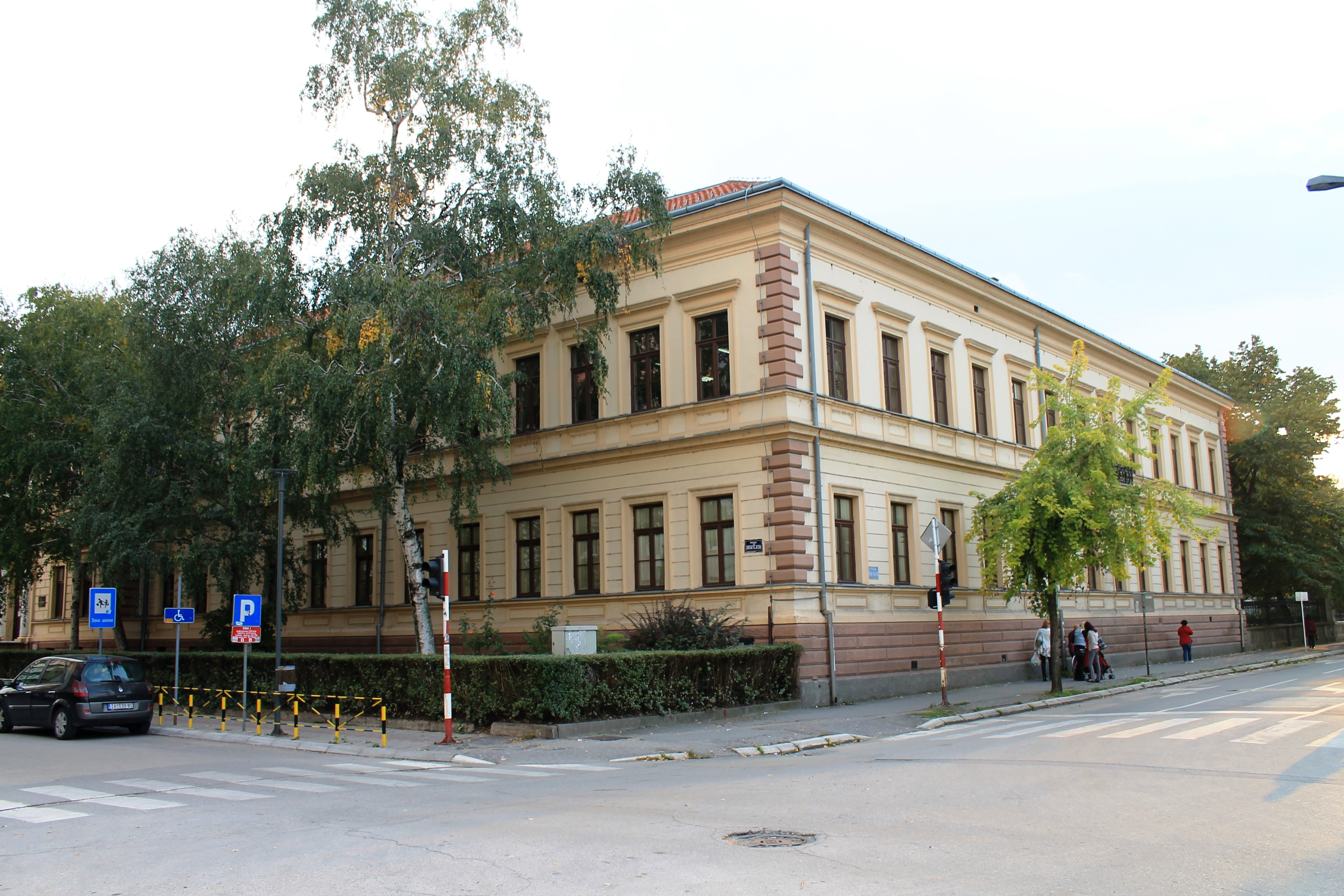
Autre vue de l'école.

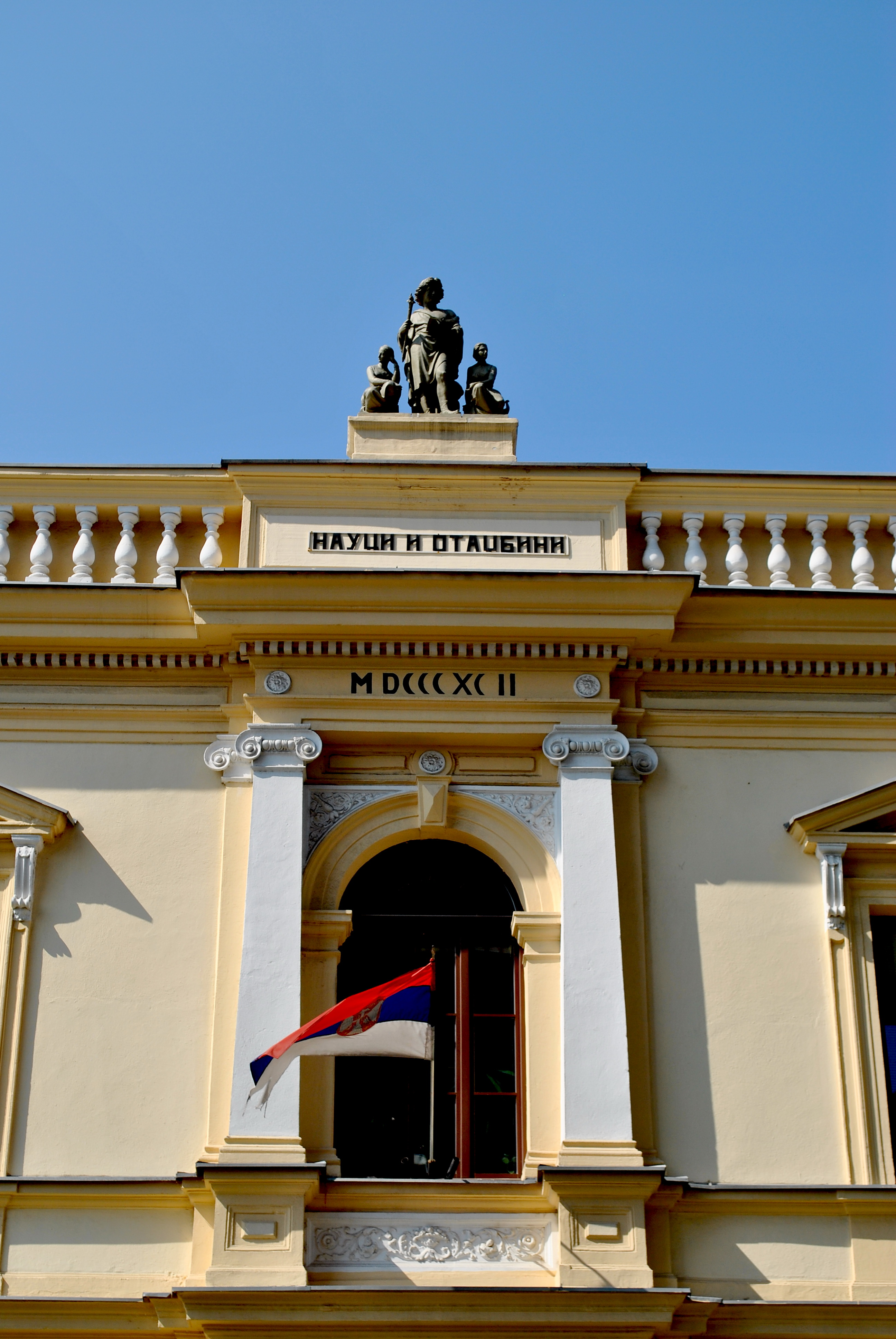
Détail de la partie supérieure de l'avancée centrale.

Il est constitué d'un rez-de-chaussée et d'un étage élevés. L'avancée centrale, où se trouve l'entrée, est accentuée par son traitement architectural ; le portail est inséré dans un porche peu profond avec des colonnes doriques, qui soutiennent une architrave ; à l'étage des pilastres ioniques encadrent une fenêtre en plein cintre ; de part et d'autre de cette partie centrale de l'avancée s'ouvrent des fenêtres surmontées de tympans arrondis au rez-de-chaussée et triangulaires à l'étage ; cette avancée centrale se termine par du mortier traité de façon à imiter des pierres angulaires ; l'avancée est encore mise en exergue par la présence d'un attique orné de balustres aveugles et de surfaces moulurées symétriquement disposés à partir du centre ; l'attique est couronné par deux acrotères en forme d'obélisque et par une sculpture centrale figurant trois personnages placés symétriquement.
À l'intérieur, salles de classe et bureaux sont répartis de manière fonctionnelle.
À partir de 1951, le bâtiment, conçu pour un lycée, a abrité une école élémentaire fondée en 1830 ; l'établissement doit son nom au héros national Ljubomir Nešić (1918-1941).

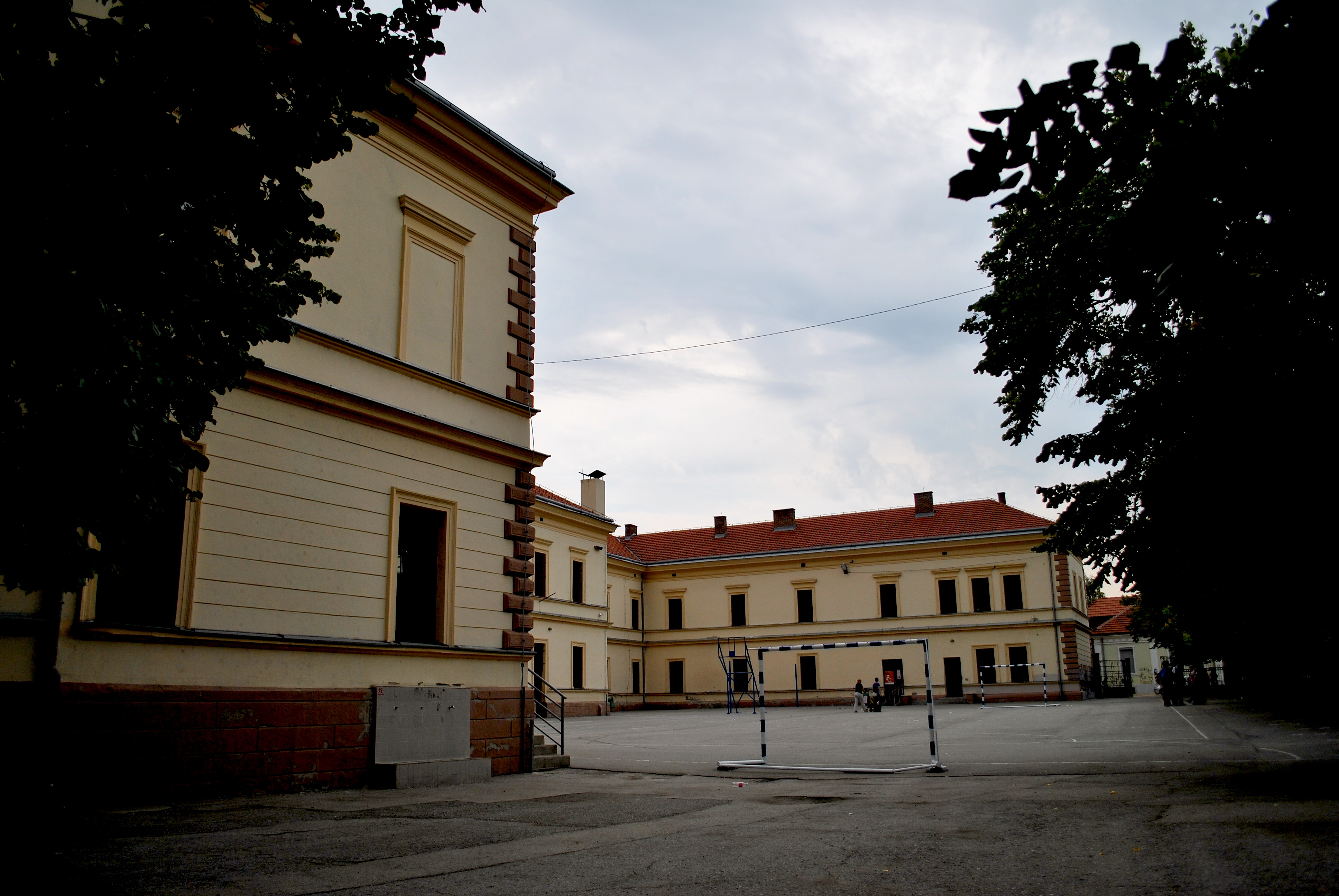
La cour de récréation de l'école.